# Podlesie (Chrabków)
Podlesie – przysiółek wsi Chrabków w Polsce, położony w  województwie świętokrzyskim, w powiecie pińczowskim w gminie Pińczów.
W latach 1975–1998 przxysiółek administracyjnie należał do województwa kieleckiego.